# Halbzahlig
Als halbzahlig bezeichnet man einen Zahlenwert, der die Hälfte einer ungeraden ganzen Zahl ist, z. B. {\displaystyle \textstyle {\frac {1}{2}},-{\frac {1}{2}},{\frac {3}{2}},-{\frac {3}{2}},\dots } Mathematisch ausgedrückt ist ein solcher Wert ein Element der Menge {\displaystyle \textstyle \left\lbrace {\frac {2n+1}{2}}\mid n\in \mathbb {Z} \right\rbrace \,.}
In der Physik wird der Begriff in zwei Zusammenhängen verwendet:
1. Die Spinquantenzahl eines Fermions (z. B. Elektron) ist stets positiv halbzahlig. Bei einem Atomkern mit ungerader Nukleonenzahl (Massenzahl) ist auch die Kernspin-Quantenzahl halbzahlig. In Atomhüllen können ebenfalls halbzahlige Drehimpulsquantenzahlen vorkommen.
2. Im Zusammenhang mit der Interferenz von Wellen ist gelegentlich von „halbzahligen Vielfachen der Wellenlänge“ die Rede; eine entsprechende Phasenverschiebung zweier interferierender Wellen führt zur „destruktiven Interferenz“ (siehe Stehende Welle und Röntgenbeugung).

In der Mathematik ist der Begriff halbzahlige Dimension von Hans Maaß verwendet worden.